# Lista de membros da Royal Society eleitos em 1835
Fellows of the Royal Society eleitos em 1835.

## Fellows of the Royal Society (FRS)
1. Robert Alexander (1795-1843), barrister
2. Edward Blackett Beaumont (1802-1878)
3. Albert William Beetham  (1802–1895)
4. William Borrer (1781–1862), botânico
5. James Burnes (1801–1862), cirurgião
6. John Davidson (1797–1836), viajante
7. Joseph Delafield (morreu ca. 1842)
8. Richard Dobson (c.1773–1847), cirurgião
9. John Edye (1789–1873), projetista naval
10. Charles Elliott (1776–1856), Indian Civil Service
11. George William Featherstonhaugh (1780–1866), geólogo
12. James Alexander Gordon (1793–1872), médico
13. John Hamett (morreu em 1847)
14. John Greathed Harris (c.1774–1850)
15. Robert John Harvey (1785–1860)
16. William Bentinck Letham Hawkins (1802–1894)
17. Thomas Jones (1775–1852)
18. Thomas Leybourn (1770–1840)
19. Thomas Mayo (1790–1871), médico
20. William Molesworth (1810–1855), político
21. George Moore (c.1777–1859), arquiteto
22. Arthur Morgan (1801–1870), atuário
23. Charles Henry Oakes (1810–1864)
24. Benjamin Oliveira (1806–1865), político
25. John Henry Pelly (1777–1852), comerciante
26. William Symonds (1782–1856), cirurgião naval
27. Richard Taunton (c.1774–1838)
28. William Tite (1798–1873), arquiteto
29. Martin Tupper (1780–1844), médico
30. Samuel Warren (1807–1877), advogado
31. James Wigram (1793–1866), barrister, MP
32. Charles James Blasius Williams (1805–1889), médico

## Foreign Members of the Royal Society (ForMemRS)
1. Léonce Élie de Beaumont (1798-1874), geólogo francês
2. Frédéric Cuvier (1773–1838), zoólogo francês
3. Jean Pierre Flourens (1794–1867), fisiologista francês
4. Peter Andreas Hansen (1795–1874), astrônomo dinamarquês/alemão
5. Otto August Rosenberger (1800–1890), astrônomo alemão